# 藤圭子
藤圭子（日语：／ Fuji Keiko，1951年7月5日—2013年8月22日），舊姓阿部，演歌歌手，生於日本岩手縣一關市、北海道旭川市長大，以幽暗陰鬱的「怨歌」演唱而聞名，藤圭子在1960年代底1970年代初風靡日本。第一任丈夫是歌手前川清。第二任夫婿是音樂製作人宇多田照實，女兒是歌手宇多田光。
1982年至2007年藤圭子與宇多田照實7次離婚又復婚，還曾有離婚後兩周又復合的情況。宇多田光說：「他們應該是把離婚當興趣了吧？」。2013年8月22日，藤圭子墜樓自盡。

## 生涯發展
藤圭子在幼年就開始和身為浪曲歌手的父親阿部壯、浪曲三味線樂師的母親竹山澄子一起四處走唱。17歲時在舞台上演唱札幌雪祭一曲後，讓台下的行內人士發掘而出道的。
藤圭子與作詞家石坂正男長期合作，與另一亦以抑鬱曲風著稱的女性歌手青江三奈共同影響了當代日本樂界。
1970年，出道專輯「新宿之女/“演歌之星”藤圭子」在Oricon專輯榜連續20週冠軍，緊接著的第二張專輯「女のブルース」在Oricon專輯榜連續17週冠軍，總計連續37週專輯榜冠軍，為日本空前絕後的紀錄。她也是動畫『飄泊的太陽』女主角的原型。
1974年，藤圭子喉嚨接受手術治療，聲音產生變化。而在之後數次的反覆引退與復出後，藤圭子慢慢淡出了歌壇。
2006年3月，藤圭子超額攜帶42萬美元準備從紐約甘迺迪機場搭機前往拉斯維加斯，後來現金遭到紐約方面扣留，一度被疑涉及毒品交易。
2013年8月22日，藤圭子被發現倒在東京新宿區公寓前，送醫急救不治。相關人士表示，她可能是跳樓自殺，宇多田光悲痛欲絕，最後作了《將花束獻給你》一曲，以紀念亡母。

## 略歴
- 1969年9月25日：發表單曲『新宿之女』。
- 1970年：單曲『圭子之夢夜全開』（圭子の夢は夜ひらく）10週連続1位，銷售77萬張。
- 1970年3月5日：發表出道專輯「新宿之女/“演歌之星”藤圭子」連續20周冠軍(歷代1位)，銷售33萬張，7月5日發表專輯「女のブルース」連續17周冠軍(歷代3位)，達成同一人連續37周冠軍的創舉。
- 1971年：與前川清結婚。
- 1972年：離婚。
- 1979年：突然引退，前往美國居住。
- 1981年：以藤圭似子之名復出。
- 1982年：與宇多田照實結婚（再婚）。
- 1983年：長女宇多田光出生。
- 1984年：藝名改回藤圭子。
- 1995年：和丈夫宇多田照實，女兒宇多田光3人組成的樂團「U3」發表唱片。
- 2006年3月：在紐約市的甘迺迪國際機場被扣留大筆現金[4]。
- 2007年：與宇多田照實離婚。
- 2013年8月22日被發現倒在東京新宿，證實跳樓自殺身亡

## 作品集

### 單曲
1. 新宿之女（1969.9.25）
  - 作詞　みずの稔/作曲　石坂正男
2. 女のブルース（1970.2.5）　Oricon公信榜第1位獲得
  - 作詞　石坂まさを/作曲　森川　登
3. 圭子之夢夜全開（1970.4.25） Oricon公信榜第1位獲得。園まりの「夢は夜ひらく」のカバーであった。
  - 作詞　石坂まさを/作曲　曽根幸明
4. 命預けます（1970.7.25）
  - 作詞　石坂まさを/作曲　石坂まさを
5. 女は恋に生きていく（1970.10.25）
  - 作詞　石坂まさを/作曲　石坂まさを
6. さいはての女（1971.2.5）
  - 作詞　石坂まさを/作曲　彩木雅夫
7. 京都から博多まで（1972.1.25）
  - 作詞　阿久悠/作曲　猪俣公章
8. 別れの旅（1972.5.25）
  - 作詞　阿久悠/作曲　猪俣公章
9. 花は流れて（1972.9.25）
  - 作詞　石坂まさを/作曲　鈴木邦彦

### 專輯
1. 新宿之女/“演歌之星”藤圭子のすべて（1970.3.5） Oricon專輯榜連續20週冠軍
2. 女のブルース（1970.7.5） Oricon專輯榜連續17週冠軍
3. 演歌を歌う（1970.12.5）
4. さいはての女（1971.3.5）
5. 別れの旅（1972.6.25）
6. オリジナル・ゴールデン・ヒット集（1972.8.5）
7. 藤圭子 伝説名曲（1999.10.21）
8. 藤圭子 コンプリート・シングル・コレクション ～15年の輝石～（2005.9.21、通信販売）
9. GOLDEN☆BEST 藤圭子（2005.10.26）
10. スーパーベスト（2005.12.11）

## 演出電影
- 盛り場流し唄　新宿の女（1970年）日活
- ずべ公番長　夢は夜ひらく（1970年）東映
- 涙の流し唄　命預けます（1970年）松竹
- 女子学園　やばい卒業（1970年）日活
- 藤圭子　わが歌のある限り（1971年）松竹

## 關連條目
- 飄泊的太陽

## 注脚
1. ↑  . 芸能 (Sponichi Annex). 2010-11-06  [2010-11-06]. （原始内容存档于2010-11-07） （日语）.
2. ↑  藤圭子さん、飛び降り自殺か…死亡を確認,読売新聞,2013年8月22日
3. ↑  宇多田62歲母 男友人屋輕生 跳13樓身亡 （页面存档备份，存于） 蘋果日報
4. ↑  MSN産経ニュース. . 2009年1月28日  [2009年1月29日]. （原始内容存档于2009年1月31日）.

## 外部連結
- 日本電影數據庫（JMDb）上藤圭子的資料（日語）
- 藤圭子在互联网电影资料库（IMDb）上的資料（英文）